# Tistelbock
Tistelbock (Agapanthia villosoviridescens) är en skalbagge i familjen långhorningar. Den är 10 till 22 millimeter lång. 